# Samuel Colt
Pour les articles homonymes, voir Colt.
Samuel Colt est un inventeur et industriel américain né le 19 juillet 1814 à Hartford (Connecticut) où il est mort le 10 janvier 1862.
Il est notamment connu pour l'invention et la diffusion du revolver Colt.

## Biographie

### Débuts
Samuel Colt est né en 1814 à Hartford,. Ses parents sont Christopher Colt, un fermier qui a emménagé avec sa famille à Hartford lorsqu'il a changé de profession pour devenir homme d'affaires, et Sarah Colt née Caldwell (sa famille détient une des grosses fortunes de la ville de Hartford) qui meurt avant que Samuel n'atteigne l'âge de 7 ans. Christopher Colt bénéficie de l'appui financier de son beau-père jusqu'à la mort de son épouse en 1821. Il est alors contraint de quitter la belle demeure où il vit avec ses enfants pour une maison bien plus modeste dans les quartiers populaires de la ville. Christopher se remarie deux ans plus tard à Olive Sergeant. Samuel a quatre frères et trois sœurs. Deux de celles-ci meurent durant leur enfance ; la dernière, Sarah Ann, se suicide. Les frères de Samuel vont lui être d'un grand soutien dans sa vie professionnelle. Mais l'un d'eux, John Caldwell, commet un meurtre pour une affaire de dette en 1841 à New York et se suicide le jour de son exécution.
Samuel Colt est envoyé dans une ferme à Glastonbury à l'âge de 11 ans pour y travailler et être scolarisé. Il y lit le Compendium of Knowledge, une encyclopédie scientifique qu'il préfère à l’étude de la Bible. Elle contient des articles sur l'inventeur Robert Fulton et sur la poudre noire ; ce sont des sujets qui l’intéressent et les idées qu’il y puise vont l'influencer tout le long de sa vie. En lisant le Compendium, il apprend que « Robert Fulton et d'autres inventeurs ont accompli des choses que l'on croyait impossibles — jusqu'à ce qu'elles se réalisent ».
Plus tard, en entendant des soldats parler de l’efficacité d'un fusil à deux canons et de l'impossibilité de créer une arme pouvant tirer cinq ou six fois, Colt se met en tête qu'il sera l'inventeur d'une telle arme « impossible ».
En 1829, Colt commence à travailler dans l'usine de textiles de son père à Ware, dans le Massachusetts, où on l'autorise à utiliser les outils et à faire appel à la compétence des ouvriers. Grâce à cela et à ses connaissances acquises antérieurement, il fabrique une pile électrique dont il use pour faire détoner une charge de poudre dans les eaux du lac Ware. En 1830, il a 16 ans et son père l'envoie travailler dans la marine marchande. Samuel Colt dira plus tard que le concept du revolver, un pistolet à barillet, lui est apparu en observant la barre (circulaire) du navire lors de son premier voyage. Mais il n'est pas l'inventeur du cylindre rotatif. Les Britanniques utilisaient déjà à l’époque  une arme à feu relativement semblable : un revolver à silex inventé par Elisha Collier (en), et breveté dès 1818.
Lorsque Colt revient aux États-Unis en 1832, il recommence à travailler avec son père Christopher qui finance la production de deux armes, un fusil et un pistolet. Les armes s’avèrent être de mauvaise qualité car Christopher, ne croyant pas aux idées de son fils, lui alloue des mécaniciens à bas prix. Le premier pistolet explose. Néanmoins le premier fusil fonctionne correctement. Ensuite comme il apprend, par l'intermédiaire du chimiste travaillant dans l'usine de son père, l'existence du protoxyde d'azote (gaz hilarant), Colt se met à sillonner les routes des États-Unis et du Canada avec un laboratoire portable : il gagne alors sa vie en faisant des démonstrations publiques des propriétés du gaz hilarant, se présentant comme « le célèbre docteur Coult de New York, Londres et Calcutta ». Ses talents d'orateur convainquent à un tel point qu'on lui demande de guérir ce qui semble être une épidémie de choléra à bord d'un bateau.
En 1832, à l'âge de 18 ans, Colt dépose un brevet pour son idée de revolver et déclare qu'il reviendra bientôt avec un prototype.
C'est à ce moment qu'il prend des dispositions pour commencer à fabriquer des armes en engageant des armuriers de Baltimore dans le Maryland. Il engage notamment un spécialiste des armes à feu, dénommé John Pearson, pour mettre au point des prototypes. En 1836, Sam Colt quitte Baltimore pour le New Jersey et Paterson.

### Développement du revolver
En 1836, à l'âge de 22 ans, Samuel Colt conçoit à Paterson le premier modèle de revolver, le « Colt Paterson » à simple action : le chien est armé à la main, faisant simultanément tourner (en anglais, to revolve signifie « tourner ») le barillet afin de placer la chambre chargée dans l’axe du canon. Les premiers revolvers Colt Paterson sont fabriqués la même année. C'est un calibre .36 (en pouces soit 9,14 mm) à cinq coups. La première présentation du revolver devant les autorités militaires s'achève par un cinglant échec, l'arme explosant dès le premier tir. Mais il ne se décourage pas, s'installe à New York et vend des armes et des explosifs à la marine du Texas, jeune république qui vient de proclamer son indépendance, et à ses rangers engagés dans des combats contre les Mexicains et les Amérindiens.
En 1846, Colt, en collaboration avec le capitaine Samuel Walker, obtient un contrat de 1 000 revolvers Colt, modifiés selon les demandes de Walker qui représente l'armée américaine. Samuel Walker avait vu les premiers revolvers de Samuel Colt et avait été convaincu de la pertinence de l'idée. Le « Colt Walker modèle 1847 » possède les caractéristiques des revolvers des années suivantes : peu de pièces mobiles, pontet coulé avec la sous-garde, refouloir, nez du chien comportant une encoche destinée à la visée, barillet à six chambres... Le long barillet prévu pour 3,25 g de poudre et une balle ogivale de calibre .44 (11,18 mm), ainsi que le canon d'une longueur de 22,9 cm, donnent un aspect monstrueux à ce revolver qui pèse 2 kg à vide. il en confie la réalisation à un fabricant de New Haven dans le Connecticut, Eli Whitney Jr (qui rejoindra plus tard la firme Smith & Wesson). Mais le partenariat avec Eli Whitney ne dure pas, et Samuel Colt revient dans sa ville natale, à Hartford, et y crée, en novembre 1847, la Manufacture d'Armes Colt.
Ces premières commandes permettent à Samuel Colt de produire des revolvers moins artisanaux que le Paterson. Il lance sur le marché le « Colt Holster Pistol 1848 » (premier de la série des « Dragoon », aussi en calibre .44 [11,18 mm], mais avec un canon de 20 cm). Plus léger que le « Walker », il est adopté par les régiments de cavalerie (les dragons).
Des modèles de calibre .31 (7,87 mm), et donc moins lourds encore (de poids jusqu'à 70 % inférieur à celui du « Walker ») voient aussi le jour ; les « Colt Baby Dragoon » (1847-1848, à cinq coups, les premiers sans refouloir, pontet droit à l'arrière), « Pocket » (1849, 5 à 6 coups, avec refouloir, pontet rond). Ils sont surtout utilisés par des particuliers, mais aussi par la police, des coursiers et des compagnies de diligence. Entre 1848 et 1873, Colt fabrique 340 000 « Pocket Revolvers » (« revolvers de poche »).

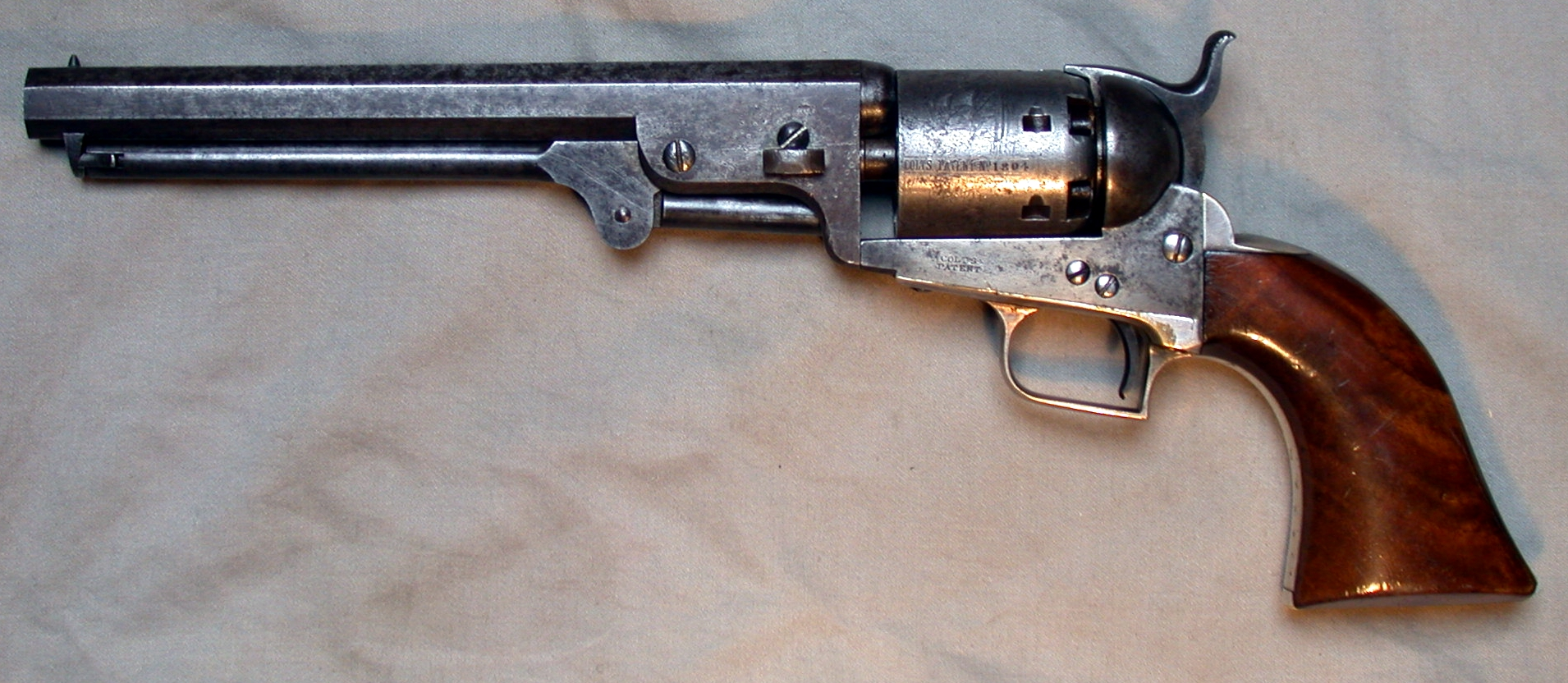
Colt 1851 Navy Revolver.

En 1851, le modèle « Navy » (calibre .36, soit 9,14 mm) ou « Belt Model » (porté à la ceinture) devient une des armes à feu les plus vendues (215 000 exemplaires). Le 23 janvier 1851 avec le modèle Navy, le capitaine Dansan avait d'ailleurs réussi à tirer sur une cible située à plus de 28 mètres.
Enfin, en 1860, est construit le « Colt 1860 Army » (initialement appelé « New Model Holster Pistol ») pour remplacer le « Dragoon ». Son calibre est identique (.44, soit 11,18 mm) mais l'arme est allégée de 30 %. La série des « New Army » (1860), « New Navy » (1861, calibre .36, soit 9,14 mm, appelé « New Model Belt Pistol of Naval Caliber ») et « New Police » (1862, calibre .36, cinq coups) est la dernière des armes sans cartouche. Samuel Colt fait fortune.
Samuel Colt se marie en 1856 avec Elizabeth Hart, une jeune femme qui a 13 ans de moins que lui, qu’il a rencontrée en 1852,. Il lui fait construire une villa gigantesque dans les beaux quartiers de Hartford, où il avait vécu avant la mort de sa mère. Mais il meurt quelques années plus tard, le 10 janvier 1862, des complications de la goutte, dans cette ville de Hartford. Il est inhumé sur la propriété de sa résidence privée Armsmear et réinhumé au cimetière de Cedar Hill en 1894.
En 2008, il fait son entrée au National Inventors Hall of Fame,.

## Invention de la mine sous-marine
Samuel Colt est le premier à provoquer la détonation de la poudre noire sous l'action de l'électricité. Il remarque également qu'un fil correctement isolé peut transmettre l'électricité à travers l'eau. En 1829 à l'âge de 15 ans, à titre de démonstration, il fait exploser un radeau. En 1842, pour le compte de la Navy, il coule sur le Potomac une vieille canonnière réformée, le Boxer, avec une mine sous-marine à mise à feu électrique.
Il s'associe alors à Samuel Morse pour exploiter le télégraphe électrique de ce dernier. Il développe des câbles électriques étanches (entourés de goudron) et participe à la construction d'une ligne télégraphique sous-marine reliant l'île de Manhattan à Brooklyn et au New-Jersey.

## Divers
Sa devise, passée à la postérité : « Dieu a fait des hommes grands et d'autres petits, je les ai rendus égaux. »

## Dans la culture populaire
- Dans la série américaine Supernatural, Samuel Colt est l'inventeur d'un revolver (le Colt) qui peut tuer n'importe qui ou n'importe quoi, quelle que soit sa nature (démons, monstres). Il est également chasseur de créatures surnaturelles.
- Dans le film Slumdog Millionaire de Danny Boyle d'après Vikas Swarup, la question à 2,5 millions de roupies est : « Qui a inventé le revolver ? »
- Dans le film Retour vers le futur 3, un stand de tir, lors de la kermesse, est nommé « Samuel Colt's Patent Firearms ».